# Bercero
Bercero ist ein nordspanischer Ort und eine Gemeinde (municipio) mit 177 Einwohnern (Stand: 2024) im Westen der Provinz Valladolid der Autonomen Gemeinschaft Kastilien-León.

## Lage
Der Ort Bercero liegt in der Comarca Tierra del Vino in der kastilischen Hochebene in einer Höhe von etwa 745 m ü. d. M. Die Provinzhauptstadt Valladolid befindet sich knapp 60 km (Fahrtstrecke) nordöstlich; die am Duero gelegene historisch bedeutsame Kleinstadt Tordesillas ist nur gut 10 km in südöstlicher Richtung entfernt. Das Klima im Winter ist durchaus kalt, im Sommer dagegen warm bis heiß; die spärlichen Regenfälle (ca. 395 mm/Jahr) fallen verteilt übers ganze Jahr.

## Bevölkerungsentwicklung
| Jahr      | 1857  | 1900 | 1950  | 2000 | 2016 |
| Einwohner | 1.151 | 993  | 1.022 | 283  | 215  |

Der Bevölkerungsrückgang in der zweiten Hälfte des 20. Jahrhunderts ist im Wesentlichen auf die Mechanisierung der Landwirtschaft und den damit einhergehenden Verlust von Arbeitsplätzen zurückzuführen.

## Wirtschaft
Die auf den fruchtbaren Lehm- und Lössböden der Tierra del Vino betriebene Feldwirtschaft und die Haltung von Kleinvieh (v. a. Hühner) bildeten jahrhundertelang die Lebensgrundlage der als Selbstversorger lebenden Bevölkerung der Region; Pferde und Esel wurden als Zug- und Tragtiere gehalten. Seit dem Mittelalter entwickelten sich auch Handwerk, Kleinhandel und Dienstleistungsbetriebe aller Art, die jedoch inzwischen zumeist wieder verschwunden sind.

## Geschichte
In vorrömischer Zeit gehörte die Region zum Siedlungsgebiet des keltischen Volksstamms der Vaccäer; später kamen Römer und Westgoten und im 8. Jahrhundert wurde das Gebiet von den Mauren überrannt – alle vier Kulturen haben jedoch in dem Gebiet nur wenige archäologisch verwertbare Spuren hinterlassen. Bereits im 9. Jahrhundert eroberten asturisch-leonesische Heere die Gebiete nördlich des Duero zurück (reconquista). Ende des 10. Jahrhunderts machte der maurische Heerführer Almansor die christlichen Erfolge vorübergehend wieder zunichte, aber im 11. Jahrhundert dehnte das Königreich León sein Herrschaftsgebiet erneut bis zur Duero-Grenze aus und betrieb eine Politik der Wiederbevölkerung (repoblación). Nach vorangegangenen Versuchen vereinigte sich León im Jahr 1230 endgültig mit dem Königreich Kastilien, doch kam es auch in der Folgezeit immer wieder zu Auseinandersetzungen. Seine Blütezeit erlebte der Ort im ausgehenden Mittelalter und in der frühen Neuzeit.

## Sehenswürdigkeiten

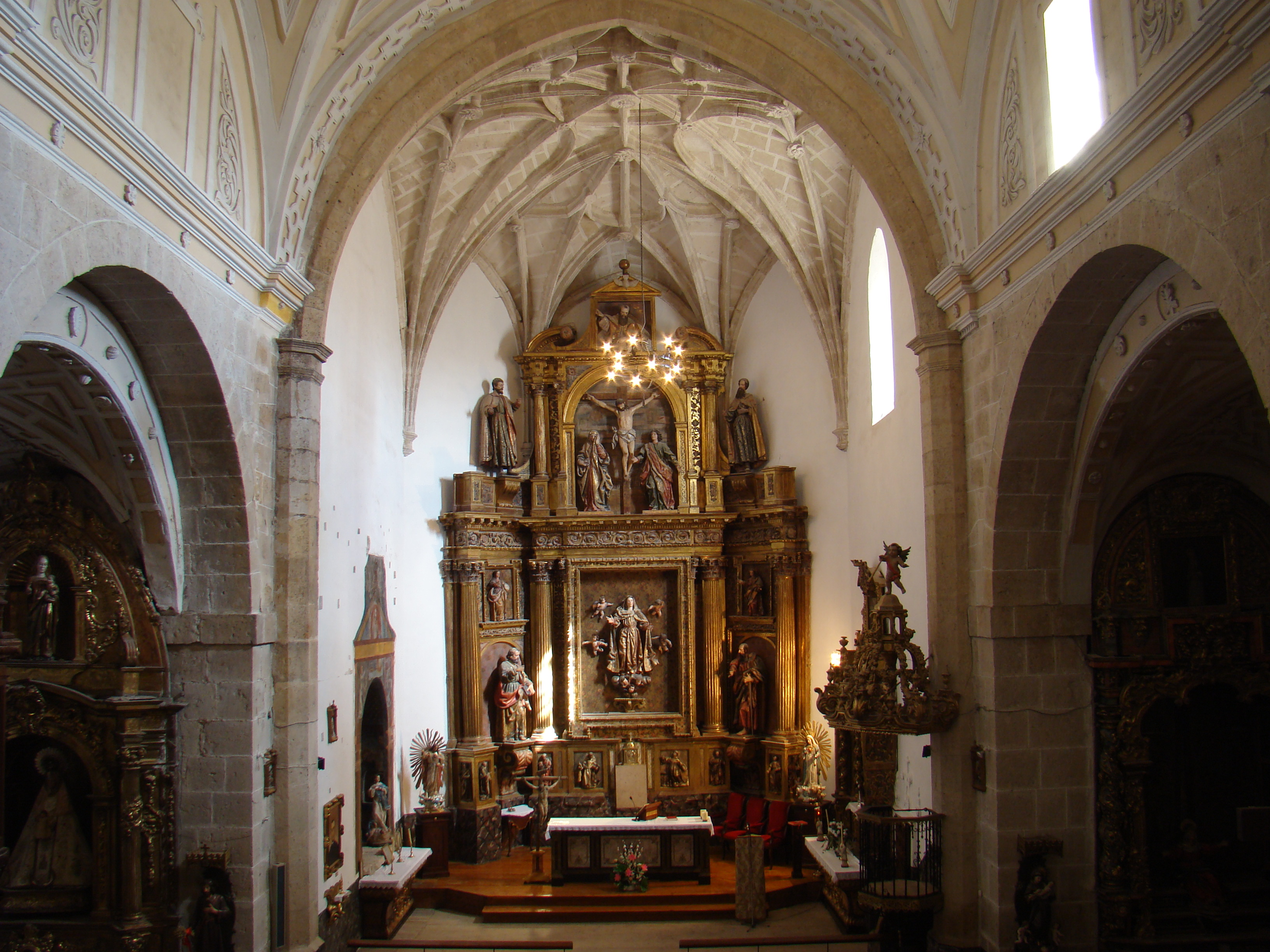
Blick in die Apsis

- Die zur Gänze aus Hausteinen erbaute Iglesia de Nuestra Señora de la Asunción ist der Himmelfahrt Mariens geweiht und entstammt dem 16. Jahrhundert. Das einfache Portal befindet sich – geschützt durch einen mehrbogigen Portikusvorbau – auf der Südseite. Das Kirchenschiff und die deutlich niedrigeren Querhauskapellen zeigen Stuckgewölbe mit überwiegend geometrischen Formen; die Apsis und der darin befindliche barocke Hochaltar sind mit einem Rippengewölbe im Stil der Spätgotik bedeckt. Beachtenswert ist auch der geschnitzte Baldachin der Kanzel.[5]
- Die eher schlichte Ermita del Humilladero befindet sich an einem kleinen Platz im Süden des Ortes.